# Ambasada Brazylii przy Stolicy Apostolskiej
Ambasada Federacyjnej Republiki Brazylii przy Stolicy Apostolskiej – misja dyplomatyczna Federacyjnej Republiki Brazylii przy Stolicy Apostolskiej. Ambasada mieści się w Rzymie, w pobliżu Watykanu.
Przy Zakonie Kawalerów Maltańskich akredytowany jest osobny ambasador wizytujący.

## Historia
W 1826 cesarz Brazylii Piotr I wysłał na dwór Leona XII Francisca Corrêa Vidigala, który został pierwszym reprezentantem tego państwa przy papieżu. Czyni to misje przy Stolicy Apostolskiej jedną z najstarszych brazylijskich misji dyplomatycznych. W 1919 przedstawicielstwo Brazylii przy Stolicy Apostolskiej podniesiono do rangi ambasady.